# Bitka pri Skradinu
Bitka pri Scardonu (današnji Skradin) se je odvijala med gotsko vojno Justinijana I. pri Skradinu. V njem je vojska Bizantincev pod Konstantijanom premagala Ostrogotsko vojsko pod Uligisalusom. Potem ko se je Asinarij približal s kombinirano svebsko-gotsko vojsko, se je Konstantijan umaknil v Salono, katero so Goti pričeli oblegati.